# Митрош, Йоанна
Йоанна Митрош (пол. Joanna Mitrosz, родилась 21 августа 1988 года в Гдыне) — польская гимнастка (художественная гимнастика), представительница Польши на летних Олимпийских играх 2008 и 2012 годов. Первая гимнастка в истории Польши, выигравшая медаль в финале Гран-при по художественной гимнастике.

## Достижения
Чемпионат Польши
- Многократная чемпионка Польши в индивидуальном и командном первенствах

Гран-При
- 2010 — 8-е место в индивидуальном первенстве[1]

Кубок мира
- 2007 — 17-е место в индивидуальном первенстве

Чемпионаты Европы
- 2010 — 10-е место в индивидуальном первенстве
- 2007 — 18-е место в индивидуальном первенстве
- 2006 — 16-е место в индивидуальном первенстве
- 2005 — 21-е место в индивидуальном первенстве

Чемпионаты мира
- 2007 — 16-е место в индивидуальном первенстве
- 2005 — 21-е место в индивидуальном первенстве

Летние Олимпийские игры
- 2008 — 16-е место в индивидуальном первенстве
- 2012 — 9-е место в индивидуальном первенстве

## Личная жизнь
Хобби: музыка, чтение, просмотр фильмов, отдых на свежем воздухе.